# کلاغ بانگایی
کلاغ بانگایی(نام علمی: Corvus unicolor) نام یک گونه از سرده کلاغ است.